# Tour de Picardie
Tour de Picardie, till och med 1999 kallat Tour de l'Oise [et de la Somme] och 2000 kallat Tour de l'Oise et de Picardie, var ett franskt etapplopp i landsvägscykling som avhölls årligen i regionen Picardie från 1936 till 2016, med undantag för 1940–1949 (på grund av andra världskriget) och 1997. Loppet gick över tre dagar (från 1970, dessförinnan två dagar) och avhölls vanligtvis i maj (från 1980-talet vanligen kring mitten av månaden), men några upplagor på 1930- och 1950-talen gick i juni. Ofta delades den ena dagens tävlande upp på två "halvetapper", varav den ena kunde vara ett individuellt tempolopp, men loppets struktur och sträckning varierade från år till år.
2016 slogs regionerna Picardie och Nord-Pas-de-Calais samman till Hauts-de-France och ett nytt lopp skulle arrangeras genom en sammanslagning med Dunkerques fyradagars (Quatre jours de Dunkerque), men denna omorganisation gick om intet (arrangörerna från de två tidigare regionerna kom inte överens om utformningen) och resultatet blev att Vélo Club Côte Picarde, som från 2015 tagit över tävlingen från ASO, valde att satsa sina resurser på Grand Prix de la Somme och Tour de Picardie upphörde därmed att existera.
När UCI Europe Tour skapades 2005 inkluderades Tour de Picardie i denna och kategoriserades fortsättningsvis som 2.1.
Loppet skall inte blandas samman med Grand Prix du courrier picard, som också kallades Tour de Picardie, och som avhölls från 1953 till 1965.

## Podieplaceringar
| År             | Vinnare            | Tvåa                 | Trea                         |
| Tour de l'Oise |                    |                      |                              |
| 1936           | Marcel Blanchon    | Robert Renoncé       | Bernard Masson               |
| 1937           | Gaston Grimbert    | Auguste Mallet       | Max Harmand                  |
| 1938           | Lucien Le Guével   | Jean Goujon          | Fabien Galateau              |
| 1939           | André Desmoulins   | Aloïs Delchambre     | Robert Godard                |
| 1940– 1949     | ej avhållet        | ej avhållet          | ej avhållet                  |
| 1950           | Simon Hyz          | Raymond Heagel       | Jean Mage                    |
| 1951           | Pierre Lagrange    | Maurice Monier       | Serge Kreher                 |
| 1952           | Raymond Komor      | Gilbert Loof         | Pierre Pardoën               |
| 1953           | Alfred Tonello     | Gilbert Loof         | Roger Bertaz                 |
| 1954           | Jean Bellay        | Max Lefebvre         | Pierre Gaudot Gilbert Bauvin |
| 1955           | Lucien Gillen      | Marcel Ernzer        | Willy Kemp                   |
| 1956           | Louis Caput        | Roger Chupin         | Maurice Baele                |
| 1957           | Jean Stablinski    | André Dupré          | Maurice Moucheraud           |
| 1958           | Joseph Thomin      | Louis Kosec          | Jean Bellay                  |
| 1959           | Joseph Wasko       | Jean-Claude Gret     | Klaus Bugdahl                |
| 1960           | Jo de Haan         | Bernard Viot         | Julien Schepens              |
| 1961           | Jaime Alomar       | Joseph Wasko         | Dieter Puschel               |
| 1962           | André Bar          | Horst Oldenburg      | Joseph Thomin                |
| 1963           | Klaus Bugdahl      | Seamus Elliott       | Anatole Novak                |
| 1964           | Winfried Boelke    | Ferdinand Bracke     | Jean-Pierre Van Haverbeke    |
| 1965           | Seamus Elliott     | Christian Raymond    | Daniel Salmon                |
| 1966           | Hubert Niel        | Jean-Claude Lefebvre | Barry Hoban                  |
| 1967           | Peter Glemser      | Guy Ignolin          | José Samyn                   |
| 1968           | Walter Boucquet    | Barry Hoban          | Léopold Van Den Neste        |
| 1969           | José Samyn         | Willy Planckaert     | Bernard Guyot                |
| 1970           | Frans Verbeeck     | Leo Duyndam          | Davide Boifava               |
| 1971           | André Dierickx     | Barry Hoban          | Roland Berland               |
| 1972           | Cyrille Guimard    | José Catieau         | Alain Santy                  |
| 1973           | Alain Santy        | Michel Périn         | Daniel Rebillard             |
| 1974           | Robert Mintkiewicz | Jean-Jacques Fussien | Maurice Dury                 |
| 1975           | Dietrich Thurau    | Gerrie Knetemann     | Willy Teirlinck              |
| 1976           | Emiel Gijsemans    | Régis Delépine       | Jean Chassang                |
| 1977           | Willy Teirlinck    | Willem Peeters       | Emiel Gijsemans              |
| 1978           | Willy Teirlinck    | Jacques Bossis       | Dominique Sanders            |
| 1979           | Bernard Hinault    | Yvon Bertin          | Jean Chassang                |
| 1980           | Patrick Bonnet     | Jean-René Bernaudeau | Jean-François Pescheux       |

| År                            | Vinnare                 | Tvåa                    | Trea                |
| 1981                          | Jean-Luc Vandenbroucke  | Patrick Bonnet          | Marc Madiot         |
| 1982                          | Gilbert Duclos-Lassalle | Jean-Luc Vandenbroucke  | Etienne De Wilde    |
| 1983                          | Pascal Jules            | Gilbert Duclos-Lassalle | Etienne De Wilde    |
| 1984                          | Allan Peiper            | Stephen Roche           | Nico Emonds         |
| 1985                          | Jozef Lieckens          | Francis Castaing        | Pascal Jules        |
| 1986                          | Gilbert Duclos-Lassalle | Michel Vermote          | Eric McKenzie       |
| 1987                          | Jelle Nijdam            | Jos Lammertink          | Steve Bauer         |
| 1988                          | Steve Bauer             | Jürg Bruggmann          | Jan Goessens        |
| 1989                          | Andreas Kappes          | Jelle Nijdam            | Mathieu Hermans     |
| 1990                          | Hendrik Redant          | Ralph Moorman           | Eddy Schurer        |
| 1991                          | Wilfried Nelissen       | Thierry Marie           | Francis Moreau      |
| 1992                          | Thierry Marie           | Luc Leblanc             | Miguel Indurain     |
| 1993                          | Frédéric Moncassin      | Eddy Seigneur           | Edwig Van Hooydonck |
| 1994                          | Miguel Indurain         | Eddy Seigneur           | Emmanuel Magnien    |
| 1995                          | Jelle Nijdam            | Chris Boardman          | Jacky Durand        |
| 1996                          | Philippe Gaumont        | Laurent Desbiens        | Chris Boardman      |
| 1997                          | ej avhållet             | ej avhållet             | ej avhållet         |
| 1998                          | Alexandre Vinokourov    | Lauri Aus               | Frédéric Gabriel    |
| 1999                          | Jaan Kirsipuu           | Marc Streel             | Marco Milesi        |
| Tour de l'Oise et de Picardie |                         |                         |                     |
| 2000                          | Michael Sandstød        | Martin Rittsel          | Jørgen Bo Petersen  |
| Tour de Picardie              |                         |                         |                     |
| 2001                          | Olivier Asmaker         | Arvis Piziks            | Linas Balčiūnas     |
| 2002                          | Michael Sandstød        | Jacky Durand            | Olivier Asmaker     |
| 2003                          | David Millar            | Juan Carlos Domínguez   | Bradley McGee       |
| 2004                          | Tom Boonen              | Jimmy Casper            | Stefan van Dijk     |
| 2005                          | Janek Tombak            | Ludovic Auger           | Mikhaylo Khalilov   |
| 2006                          | Jimmy Casper            | Cédric Hervé            | Jimmy Engoulvent    |
| 2007                          | Robert Hunter           | Janek Tombak            | Alessandro Proni    |
| 2008                          | Sébastien Chavanel      | Jean-Eudes Demaret      | Martin Elmiger      |
| 2009                          | Lieuwe Westra           | Romain Feillu           | Jimmy Casper        |
| 2010                          | Ben Swift               | Koldo Fernández         | Allan Davis         |
| 2011                          | Romain Feillu           | Kenny Dehaes            | Filippo Pozzato     |
| 2012                          | John Degenkolb          | Kenny van Hummel        | Leonardo Duque      |
| 2013                          | Marcel Kittel           | Bryan Coquard           | Kenny van Hummel    |
| 2014                          | Arnaud Démare           | Ramon Sinkeldam         | Bryan Coquard       |
| 2015                          | Kris Boeckmans          | Andrea Guardini         | Evaldas Šiškevičius |
| 2016                          | Nacer Bouhanni          | Sondre Holst Enger      | Kenny Dehaes        |